# 弗賴堡鎮區 (明尼蘇達州奧特泰爾縣)
弗賴堡鎮區（英語：Friberg Township）是位於美國明尼蘇達州奧特泰爾縣的一個行政鎮區。

## 地方資料
弗賴堡鎮區的面積為92.66平方千米，當中陸地面積為83.47平方千米，而水域面積為9.19平方千米。根據2020年美國人口普查的數據，當地共有人口800人，而人口密度為每平方千米8.63人。